# Pentispa suturalis
Pentispa suturalis är en skalbaggsart som först beskrevs av Joseph Sugar Baly 1885.  Pentispa suturalis ingår i släktet Pentispa och familjen bladbaggar. Inga underarter finns listade i Catalogue of Life.